# Víctor Mercante

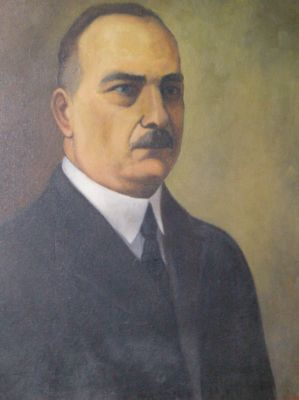
Víctor Mercante

Víctor Mercante (* 21. Februar 1870 in Merlo (Buenos Aires); † 20. September 1934 in Los Andes (Chile)) war ein argentinischer Pädagoge und Schriftsteller.
Mercante besuchte die Schule in seiner Heimatstadt und studierte an der Escuela Normal de Paraná. Er begann seine Lehrtätigkeit als Lehrer an verschiedenen Sekundarschulen in der Provinz San Juan. Sein breit gefächertes wissenschaftliches Interesse machte ihn aufgeschlossen für moderne Erziehungskonzepte. In der Schrift Museos escolares argentinos y la escuela moderna steckte er die Ziele einer modernen Schulausbildung für Argentinien ab. Anfang der 1900er Jahre erschien das von der französischen Erziehungstheorie beeinflusste Werk Metodologia.
Im Auftrag von Joaquín Victor González organisierte Mercante nach 1905 den Aufbau der Pädagogischen Sektion an der Universidad de La Plata. Er wurde dann Generalinspektor für Normal-, Sekundar- und Spezialschulen beim Ministerium für Justiz und Erziehung und bereitete mit dem Minister Carlos Saavedra Lamas einen Entwurf zur Reform der Sekundarschulen in Argentinien vor. Dieser wurde zwar im Parlament abgelehnt, fand aber seinen Niederschlag in Mercantes Schrift La crisis de la pubertad y sus consecuencias pedagógicas (1918). 
1920 verließ Mercante den öffentlichen Dienst, verfasste aber weitere erziehungstheoretische Schriften und eine Reihe von Artikeln für die Archivos de Pedagogía y Ciencias Afines. Daneben trat er auch als Dramatiker hervor und verfasste das Libretto zu Ernesto Drangoschs Oper El carnaval. Er starb 1934 auf der Rückreise vom Congreso Internacional de Educación in Chile. 

## Schriften
- Museos escolares argentinos y la escuela moderna, 1893
- La educación del niño y su instrucción (escuela científica), 1897
- Procedimientos. Enseñanza de la aritmética., 1904
- Metodología
- Vida y obra del doctor Florentino Ameghino : contribución a su conocimiento, 1913
- Maestros y educadores., 1927
- Cultivo y desarrollo de la aptitud matemática del niño

## Dramen
- Frenos (parábola del genio), lyrisches Drama in vier Akten 1918
- El carnaval: opera bufa en dos momentos y un entreacto., 1922
- Lin-calel, lyrische Tragödie in einem Akt, 1924
- Archivos de Pedagogía y Ciencias Afines